# The Magician’s Birthday
The Magician's Birthday – piąty album brytyjskiej rockowej grupy Uriah Heep wydany w listopadzie 1972.
Określono go jako reprezentującego m.in. gatunki rock progresywny i hard rock.

## Lista utworów
| 1. | "Sunrise" (Hensley)                                | 4:04  |
|    |                                                    |       |
| 2. | "Spider Woman" (Box, Byron, Kerslake, Thain)       | 2:25  |
|    |                                                    |       |
| 3. | "Blind Eye" (Hensley)                              | 3:33  |
|    |                                                    |       |
| 4. | "Echoes in the Dark" (Hensley)                     | 4:48  |
|    |                                                    |       |
| 5. | "Rain" (Hensley)                                   | 3:59  |
|    |                                                    |       |
| 6. | "Sweet Lorraine" (Box, Byron, Thain)               | 4:13  |
|    |                                                    |       |
| 7. | "Tales" (Hensley)                                  | 4:09  |
|    |                                                    |       |
| 8. | "The Magician's Birthday" (Box, Hensley, Kerslake) | 10:19 |
|    |                                                    |       |
|    |                                                    | 37:30 |
|    |                                                    |       |

## Twórcy
- David Byron – Wokal
- Ken Hensley – gitara, keyboard, Syntezator Mooga
- Mick Box – gitara
- Gary Thain – bas
- Lee Kerslake – perkusja, Mirliton